# Trap (chanson de Shakira)
Pour les articles homonymes, voir Trap.
Trap est une chanson de la chanteuse colombienne Shakira, en collaboration avec le chanteur colombien Maluma, et est présentée en tant que quatrième single du onzième album de Shakira, El Dorado. Trap est le troisième projet sur lequel les deux Colombiens ont travaillé ensemble, après le remix de La bicicleta, Chantaje, ils travailleront également par la suite sur Clandestino.

## Clip musical
Shakira et Maluma ont filmé le clip vidéo de la chanson à Barcelone en mars 2017. Il a été filmé le même jour que la séance de photos de l'album de Shakira. Il a été dirigé par son collaborateur de longue date, Jaume de Laiguana. Shakira a commencé à publier différents teases de la vidéo sur ses réseaux sociaux le 23 janvier 2018 et Maluma a fait de même sur ses réseaux sociaux le lendemain. Le clip est finalement sorti le 26 janvier 2018.

## Classement

### Classement hebdomadaire
| Pays ou région               | meilleure position |
| ---------------------------- | ------------------ |
| Mexique Airplay              | 25                 |
| Roumanie (Airplay 100)       | 98                 |
| États-Unis (Hot Latin Songs) | 17                 |

## Certification
| Pays ou Région | Certification | Unités certifiées |
| -------------- | ------------- | ----------------- |
| Mexique        | Platine       | 60 000            |
| États-Unis     | -             | 100 000+          |
| Monde          |               | 250 000+          |